# Fünf Perlen
Fünf Perlen (Originaltitel: O. Henry’s Full House) ist ein US-amerikanischer Episodenfilm nach Kurzgeschichten von O. Henry aus dem Jahr 1952.

## Handlung
Der Vagabund und die Gerechtigkeit (The Cop and the Anthem): Soapy ist ein Obdachloser in New York City, der alles versucht, um sich ins Gefängnis sperren zu lassen, damit er im kalten Winter geschützt ist. Er stiehlt, bezahlt seine Rechnung im Restaurant nicht und randaliert, jedoch wird er wegen Zufällen oder der Scham anderer nicht festgenommen. Als er nach den vergeblichen Versuchen aufgeben und seinen Lebensstil ändern will, wird er plötzlich doch von der Polizei aufgegriffen und diesmal gegen seinen Willen ins Gefängnis gesteckt.
Die alte Schuld (The Clarion Call): Der Polizist Barney kann ein Verbrechen dem Ganoven Johnny zuordnen, bei dem er jedoch in finanzieller Schuld steht. Er konfrontiert Johnny, kann ihn aber nicht reinen Gewissens festnehmen. Als jedoch eine Belohnung ausgeschrieben wird, kann Barney seine alte Schuld begleichen und Johnny im nächsten Augenblick verhaften.
Das letzte Blatt (The Last Leaf): Die junge Joanna erkrankt während eines Schneesturms schwer an einer Lungenentzündung. Zusammen mit ihrer Schwester Susan und einem Arzt kümmert sich der alte Nachbar und Maler Behrman um sie, indem er eines seiner Gemälde für Medizin verkauft. Joanna hingegen sieht die letzten Blätter eines Efeus in Fensternähe, welche im Sturm nach und nach fallen, als Analogie zu ihrer schwindenden Lebenskraft. Als bei Einbruch der Nacht nur noch ein Blatt hängt, schleicht Behrman sich hinaus und ersetzt das letzte Blatt durch eine realistische Zeichnung. Joanna erblickt dies bei Tagesanbruch und schöpft neuen Mut, um sich der Krankheit zu erwehren. Behrman aber stirbt durch die nächtliche Kälte.
The Ransom of Red Chief: Die beiden gesuchten Verbrecher Slick und Will entführen den jungen Sohn eines Landbesitzers, aber dieser JB genannte Junge erweist sich als schlauer als die beiden. Als erdachter Indianer Red Chief treibt JB seine Späße mit den Halunken, bis diese nicht nur auf ein Lösegeld verzichten, sondern JB mitsamt ihrer eigenen Ersparnisse beim Vater wieder abliefern. Sie fliehen blank und mit Angst aus der Stadt.
Das Geschenk der Liebe (The Gift of the Magi): Ein junges und mittelloses Ehepaar wählt sich gegenseitig heimlich Weihnachtsgeschenke für den Partner aus. Der Mann versetzt seine Uhr, um einen Satz Haarkämme für das wunderschöne lange Haar seiner Frau zu kaufen. Diese lässt sich jedoch vorher für Geld das Haar abschneiden, um für die Uhr des Mannes eine Uhrkette kaufen zu können. Beide sind von den unglücklichen Zufällen überrascht, lachen aber bald darüber und freuen sich, dass sie sich gegenseitig haben.

## Entstehungsgeschichte
O. Henry gilt als einer der bekanntesten amerikanischen Autoren von Kurzgeschichten. Produziert wurde der Film von André Hakim, die Musik aller fünf Episoden komponierte Alfred Newman. Abgesehen davon wechselten die Regisseure von Episode zu Episode, auch viele Mitglieder des Filmstabes wechselten.
Der Veröffentlichungstitel greift die Anzahl der Episoden auf, indem er auf die Kartenspiel- bzw. Würfelspielkombination Full House anspielt, für die fünf Karten bzw. Würfel verwendet werden. Die von Howard Hawks inszenierte Episode The Ransom of Red Chief wurde bereits kurz nach der Premiere herausgeschnitten. Offenbar hielt man die Episode für die Schwächste und den Film ohne diese für besser. Der New-York-Times Kritiker Bosley Crowther bekam die geschnittene Fassung mit vier Episoden und war verwundert über den Filmtitel O. Henry’s Full House. Crowther hielt den Titel  O. Henry's Four of a Kind für passender.

## Deutsche Fassungen
Der Film lief 1953 in den deutschen Kinos um eine Episode gekürzt unter dem Titel Vier Perlen. The Ransom of Red Chief (dt. Die Auslösung des roten Häuptlings) von Howard Hawks fehlte. Das ZDF vervollständigte den Film und sendete ihn 1986 erstmals komplett und neu synchronisiert unter dem Titel Fünf Perlen. Für die deutsche DVD-Ausgabe des Films wurde nur für die ergänzte Episode die neue Synchronfassung übernommen.
| Figur                | Darsteller       | Deutscher Sprecher  | Deutscher Sprecher (TV 1986) |
| -------------------- | ---------------- | ------------------- | ---------------------------- |
| Erzähler             | John Steinbeck   | Heinz Klingenberg   | Erik Schumann                |
| Soapy                | Charles Laughton | Heinz Klevenow      | Wolfgang Hess                |
| das Straßenmädchen   | Marilyn Monroe   | ?                   | Monika Barth                 |
| Horace               | David Wayne      | Wolfgang Wahl       | Pierre Franckh               |
| Johnny Kernan        | Richard Widmark  | Arnold Marquis      | Tommi Piper                  |
| Barney Woods         | Dale Robertson   | Ernst von Klipstein | Randolf Kronberg             |
| Joanna Goodwin       | Anne Baxter      | ?                   | Uschi Wolff                  |
| Susan Goodwin        | Jean Peters      | ?                   | Dagmar Heller                |
| Arzt                 | Richard Garrick  | ?                   | Fred Maire                   |
| Samuel „Slick“ Brown | Fred Allen       | Szene geschnitten   | Reinhard Glemnitz            |
| William Smith        | Oscar Levant     | Szene geschnitten   | Horst Sachtleben             |
| J. B. Dorset         | Lee Aaker        | Szene geschnitten   | Christian Wolff              |
| Della                | Jeanne Crain     | Dagmar Altrichter   | ?                            |
| Jim                  | Farley Granger   | Günther Dockerill   | Michael Ande                 |

## Kritiken
„Fünf verschiedenartige Kurzgeschichten des amerikanischen Autors O’Henry, von fünf Regisseuren auf beträchtlichem künstlerischem Niveau inszeniert und vor allem durch feinsinnigen Humor und herzliche Menschlichkeit ansprechend.“

“By a process of elimination one comes back to Charles Laughton in The Cop and the Anthem, as best of the lot. His performance, though pitched to his standard of arch comedy, is clearly underlined for laughs… Marilyn Monroe, again as sleek as she was in The Asphalt Jungle, is a streetwalker of stunning proportions.”

„Will man eine Rangfolge aufstellen, so schneidet Charles Laughton in The Cop and the Anthem sicher am besten ab. Seine Rolle soll das Publikum zum Lachen bringen, und er erreicht damit durchaus den hohen Standard seines Witzes… Marilyn Monroe ist wieder so honigsüß wie schon in Asphalt Dschungel und spielt hier ein erstaunlich wohlproportioniertes Straßenmädchen.“